# Andy Kuntz
Andreas „Andy“ Kuntz (* 20. November 1962 in Kaiserslautern) ist ein deutscher Sänger, Musicaldarsteller und Musicalkomponist. 

## Leben
Kuntz begann 1990 seine Karriere als Musicaldarsteller. Zahlreiche Auftritte u. a. in Augsburg, Dortmund, Kaiserslautern, München, Saarbrücken, Trier und Wiesbaden folgten.
Er ist zudem der Sänger der Band Vanden Plas. Außerdem ist er als Sänger am Pfalztheater Kaiserslautern tätig, wo die von ihm geschriebenen Musicals „Abydos“ und „Ludus Danielis“ uraufgeführt wurden. Die musikalische Leitung und Umsetzung der Kompositionen hatten Günther Werno und Stephan Lill inne; auch Intendant Johannes Reitmeier war beteiligt. „Abydos“ verarbeitet Elemente der ägyptischen Mythologie, „Ludus Danielis“ ist an mittelalterliche Bearbeitungen der biblischen Belsazar-Erzählung angelehnt. 2008 wurde am Münchner Staatstheater am Gärtnerplatz die Rockoper „Christ 0“ (nach dem Roman „Der Graf von Monte Christo“) uraufgeführt, an der Kuntz als Komponist, Librettist und Sänger mitwirkte. „Christ 0“ hatte am 24. Januar 2010 im Pfalztheater Kaiserslautern Premiere. 
Kuntz ist ein Cousin des früheren Profi-Fußballers Stefan Kuntz.

## Die Chronik der Unsterblichen
2011 beauftragte Wolfgang Hohlbein die Band Vanden Plas damit, seinen Romanzyklus „Die Chronik der Unsterblichen“ in eine Musicalfassung zu fassen. Die Rockoper mit dem Titel „Die Chronik der Unsterblichen – Blutnacht“ wurde am 21. Januar 2012 am Pfalztheater in Kaiserslautern uraufgeführt.